# Krysowo
Krysowo (biał. Крысава, Krysawa; ros. Крысово, Krysowo) – wieś na Białorusi, w obwodzie mińskim, w rejonie dzierżyńskim, w sielsowiecie Stańków, nad Usą i przy drodze magistralnej M1.

## Historia
W XIX i w początkach XX w. folwark położony w Rosji, w guberni mińskiej, w powiecie mińskim.
Po I wojnie światowej pod administracją polską, w Zarządzie Cywilnym Ziem Wschodnich, w okręgu mińskim, w powiecie mińskim.
W wyniku postanowień traktatu ryskiego znalazło się w granicach Związku Sowieckiego. W latach 1932–1937 w Polskim Rejonie Narodowym im. Feliksa Dzierżyńskiego. Od 1991 w niepodległej Białorusi.

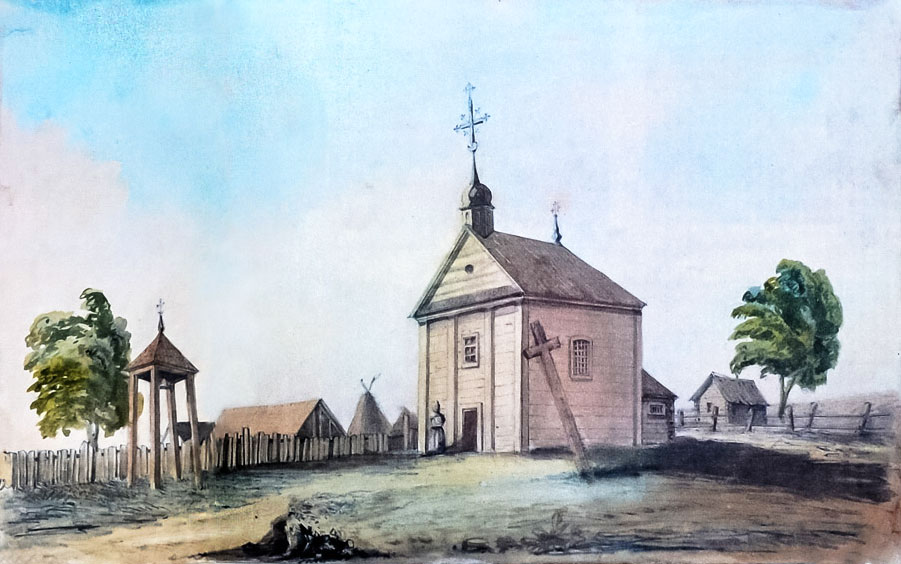
kaplica w Krysowie (lata 60. XIX w.)

## Ludzie związani z miejscowością
- Aleś Saławiej – białoruski poeta; urodzony w Krysowie